# یادکرد مؤلف (گیاه‌شناسی)

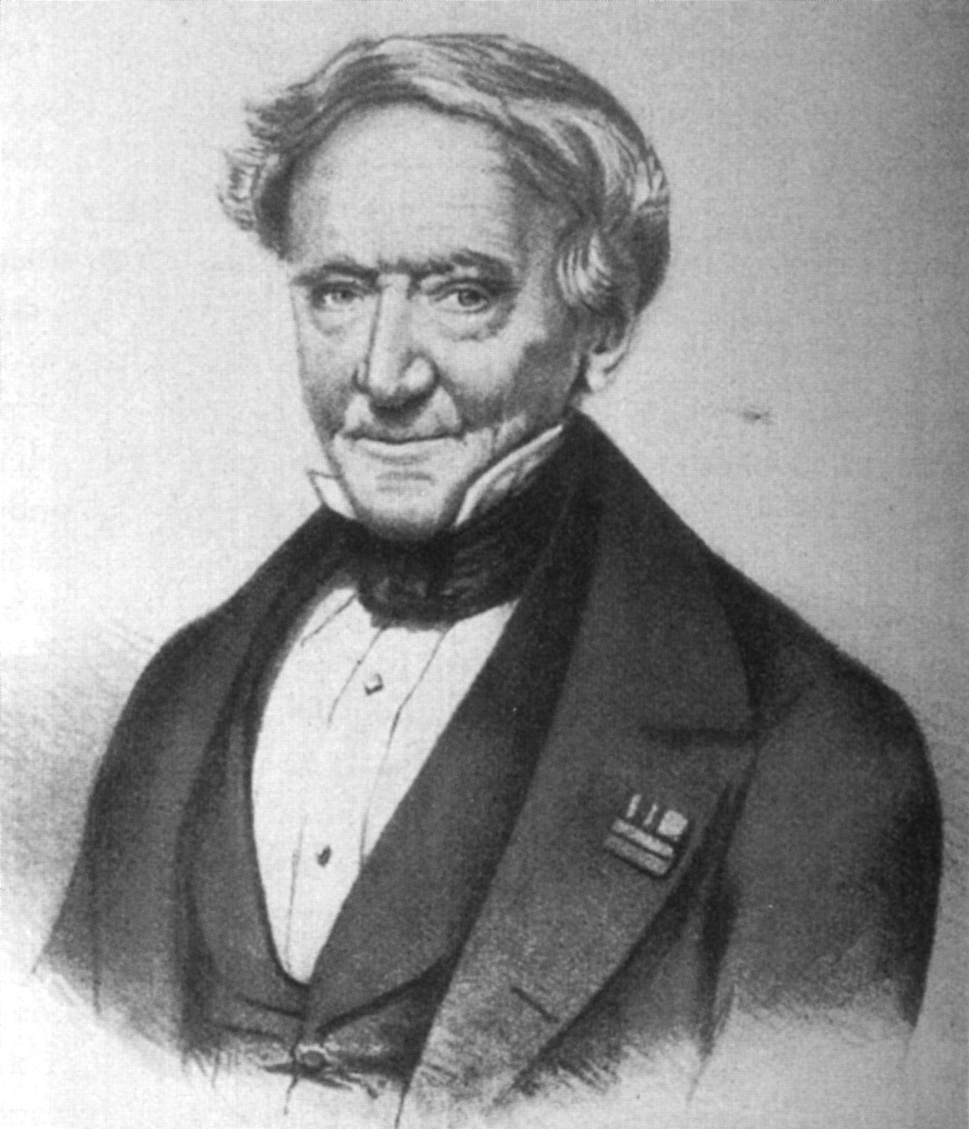
پرتره کونراد یاکوب تمینک که مؤلف ۳۴۸ گونه مختلف از پرندگان است.

یادکرد مؤلف در فرهنگ واژگان گیاه‌شناسی به تعیین نام اختصاری نویسنده (یا گروهی از نویسندگان) که یک تعریف علمی معتبر گیاه‌شناسی را منتشر نموده‌اند، اشاره دارد. برای تعیین یادکرد مؤلف در گیاه‌شناسی، استفاده از نام مخفف نویسنده طبق فهرست نام‌های مخفف گیاه‌شناسان مؤلف مرسوم است (اگر چه الزامی نیست). «یادکرد مؤلف» به عنوان یک اختصار جهانی برای مؤلفان حوزهٔ گیاه‌شناسی استفاده می‌شود و این نام اختصاری به عنوان بخشی از نام علمی گیاه‌شناسی در نظر گرفته می‌شود.
قوانین و مقررات مربوط به نام‌گذاری ارگانیسم‌ها (موجودات زنده) که رفتار گیاهی دارند، در قوانین جهانی نام‌گذاری برای جلبک‌ها، قارچ‌ها و گیاهان (ICBN) مشخص شده‌است. آخرین نسخه‌ٔ دستورالعمل این نام‌گذاری در سال ۲۰۱۱ در هجدهمین کنگره بین‌المللی گیاه‌شناسی در شهر ملبورن به تصویب رسید.
یادکرد مؤلف گیاه‌شناسی نباید با یادکرد مؤلف در جانورشناسی اشتباه گرفته شود، چرا که تعدادی از شیوه‌های تخصصی نام‌گذاری میان کدهای گیاه‌شناسی و جانورشناسی با یکدیگر تفاوت دارند.